# Torsten Jansen
Torsten Jansen, nemški rokometaš, * 23. december 1976.
Leta 2004 je na poletnih olimpijskih igrah v Atlanti v sestavi nemške reprezentance osvojil srebrno olimpijsko medaljo.